# Brachydesmus strasseri
Brachydesmus strasseri är en mångfotingart som beskrevs av Karl Wilhelm Verhoeff 1928. Brachydesmus strasseri ingår i släktet Brachydesmus och familjen plattdubbelfotingar. Inga underarter finns listade i Catalogue of Life.